# Ahiwara
Ahiwara là một thị xã và là một nagar panchayat trong quận Durg thuộc bang Chhattisgarh của Ấn Độ.

## Cơ cấu dân số
Theo cuộc điều tra dân số của Ấn Độ năm 2001, Aiho có 18.744 nhân khẩu, trong đó tỷ lệ nam nữ là 51:49. So với cả nước, tỷ lệ người biết đọc của Aiho cao hơn (66% so với 59,5%), trong đó có 59% nam giới và 41% nữ giới. 15% số dân của Aiho dưới 6 tuổi.